# 帕因斯科耶湖
56°43′08″N 28°09′38″E / 56.71889°N 28.16056°E
帕因斯科耶湖（俄语：Паинское），是俄羅斯的湖泊，位於該國西北部，由普斯科夫州負責管轄，處於克拉斯諾戈羅茨克區，面積1.1平方公里，集水區面積9.5平方公里，平均水深2.3米，最大水深3.8米。